# Regine Sixt
Regine Sixt (* 15. Februar 1943 als Regine Prestel) ist eine deutsche Unternehmerin. Sie ist Senior Executive Vice President Marketing des internationalen Mobilitätsdienstleisters Sixt SE, leitet als Vorstandsvorsitzende die Regine Sixt Kinderhilfe Stiftung und ist Honorargeneralkonsulin von Barbados in Deutschland.

## Leben
Nach ihrer Ausbildung in München und Sprachstudien in Cambridge und Paris trat Regine Sixt im Jahr 1976 in das Unternehmen Sixt ein. Im selben Jahr heiratete sie Erich Sixt, mit dem sie das Unternehmen ausbaute. Sie verantwortete das Internationale Marketing, knüpfte weltweit Beziehungen zu Hotels und Fluggesellschaften und prägt die Corporate Identity des Unternehmens. Sie verantwortet auch die Corporate Fashion, die Imagefilme und die internationale Kommunikation von Sixt. Ebenso gestaltet sie die Hauptverwaltung von Sixt, die weltweiten Sixt-Stationen sowie den Auftritt bei jährlich rund 90 Messen. In ihrer Marketing-Abteilung führt sie 40 Mitarbeiter und ist für die internationale Expansion von Sixt verantwortlich sowie für den Ausbau des Franchise-Systems.
Im Jahr 2000 gründete sie die Regine Sixt Kinderhilfe Stiftung unter dem Titel „Tränchen trocknen“. Die Stiftung engagierte sich in 40 Projekten in mehreren Ländern für notleidende Kinder und agiert auch als offizielles CSR-Programm der Sixt SE.
Im selben Jahr wurde sie Honorarkonsulin von Barbados in Bayern, 2012 Honorargeneralkonsulin in Deutschland. Sie setzt sich für den israelisch-deutschen Dialog ein und erhielt dafür als erste Frau und erste Deutsche den Citizen of the World Award der zionistischen US-Frauenorganisation Hadassah. Und sie erhielt den Scopus Award der Hebräischen Universität Jerusalem sowie die Goldene Victoria für Integration der Deutschlandstiftung Integration des Verbands Deutscher Zeitschriftenverleger.

## Veröffentlichungen
Seit 2006 gibt sie das Kundenmagazin GoSixt heraus, das vier Mal jährlich erscheint. Sie ist Mitherausgeberin der Zeitschrift Business Traveller by Sixt und Herausgeberin von Inside Sixt, der Mitarbeiterzeitschrift des Konzerns.
Sie publizierte und produzierte im Jahr 2012 die Jubiläums-Ausgabe Roots & Wings zu 100 Jahre Sixt sowie die limitierte Kunst-Edition TatenKraft – die Sixt Jahrhunderte (Bild: Costantino Ciervo, Text: Christoph Santner).
Sie ist gemeinsam mit Oliver Berben Produzentin mehrerer Unternehmensfilme über Sixt, die von 2011 bis 2014 den Award Das Goldene Stadttor erhielten. Seit 2008 produziert sie mit den Filmographen Filme für Marketing, ihre jährlichen Events AGC und für ihre Kinderhilfe-Stiftung, mit denen sie neben dem Goldenen Stadttor auch beim World Media Festival mehrere Auszeichnungen gewonnen hat.

## Auszeichnungen
- 2009: Bayerische Staatsmedaille für soziale Verdienste, Bayerisches Staatsministerium für Arbeit und Sozialordnung, Familie und Frauen[2]
- 2010: Citizen of the World, als erste Deutsche, Hadassah International und Hadassah Medical Center[3]
- 2011: Bayerischer Verdienstorden[4]
- 2011: Le Grand Prix de la Charte de Paris contre le Cancer, L´Association pour la Vie Espoir contre le Cancer (AVEC)[5]
- 2011: Das Goldene Stadttor, Kategorie „Charity“, 1. Preis[6]
- 2013: Goldene Victoria für Integration, Deutschlandstiftung Integration, eine Initiative des Verband Deutscher Zeitschriftenverleger[7]
- 2014: Das Goldene Stadttor, Kategorie „Wirtschaft“, 1. Preis[8]
- 2014: Medaille für besondere Verdienste um Bayern in einem Vereinten Europa[9]
- 2014: Scopus Award der Hebräischen Universität von Jerusalem für das Ehepaar Regine und Erich Sixt.[10]
- 2014: Deutscher Mediapreis – Mediapersönlichkeit des Jahres (gemeinsam mit Erich, Alexander und Konstantin Sixt)[11]
- 2015: Theodor-Lessing-Preis, Deutsch-Israelischen Gesellschaft Hannover[12]
- 2015: Victress Lifetime Achievement Award, Victress Initiative[13][14]
- 2016: Verdienstkreuz „Pro Merito Melitensi“ mit Krone des Souveränen Malteser-Ritterordens[15][16]
- 2017: Das Goldene Stadttor, Kategorie „Wirtschaft“ und Kategorie „Stiftung“, 1. Preis[17]
- 2017: Bayerische Verfassungsmedaille in Silber[18]
- 2017: Silver Crown of Merit (SCM), Order of Barbados[19]
- 2017: Woman Entrepreneur of the Year, Les Femmes Chefs d´Entreprises Mondiales (FCEM), Weltdachverbandes des Verband deutscher Unternehmerinnen[20]
- 2018: Das Goldene Stadttor, 1. Preis[21]
- 2018: Hall of Fame, Manager Magazin (gemeinsam mit Erich Sixt)[22]
- 2019: Fidelity Award, L´Association pour la Vie Espoir contre le Cancer (AVEC)
- 2020: Seven Star Award, Seven Star Women of the Year[23]
- 2021: Seven Star Award, Seven Star Women of the Year[24]
- 2022: Seven Star Award, Seven Star Women of the Year[25]
- 2022: Seven Star Award, Seven Star Charity Organization[25]
- 2023: Offizierskreuz des Orden des heiligen Karl[26]
- 2024: Honorary Order of the Republic Barbados[27]